# Ugisiunsi
Ugisiunsi is het tweede album van de Belgische spacerock-band Quantum Fantay. Het album verscheen in februari 2007 en bevat invloeden van onder meer Ozric Tentacles en Marillion.

## Nummers
1. "Ugisiunsi" (7:29)
2. "Blocktail" (4:45)
3. "Forehead Echo" (4:46)
4. "Snowballs In Ghostlands" (5:14)
5. "Nick Shlut" (7:35)
6. "March of the Buffelario" (8:25)
7. "Autumn Landscapes" (6:32)
8. "Lunar" (11:30)

## Muzikanten
- Pieter Van den Broeck : synthesizers, vocoder
- Wouter De Geest : basgitaar
- Gino Verhaegen : drums
- Karel Slabbaert : fluit
- Srdjan Vucic : gitaar
- Jolien De Maesschalk : zang op 'Ugisiunsi'